# West Pride

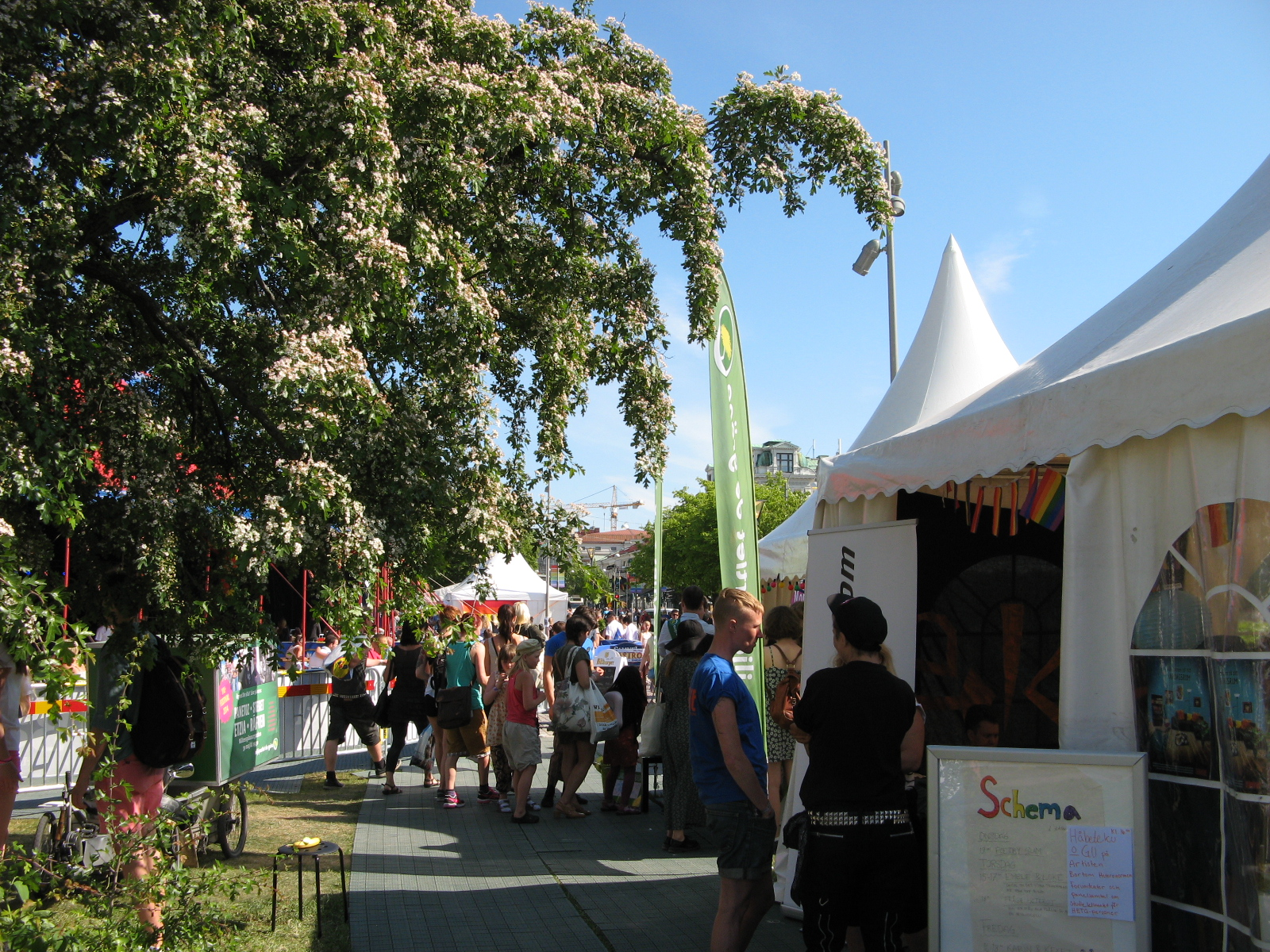
Regnbågsparken, West Pride 2014

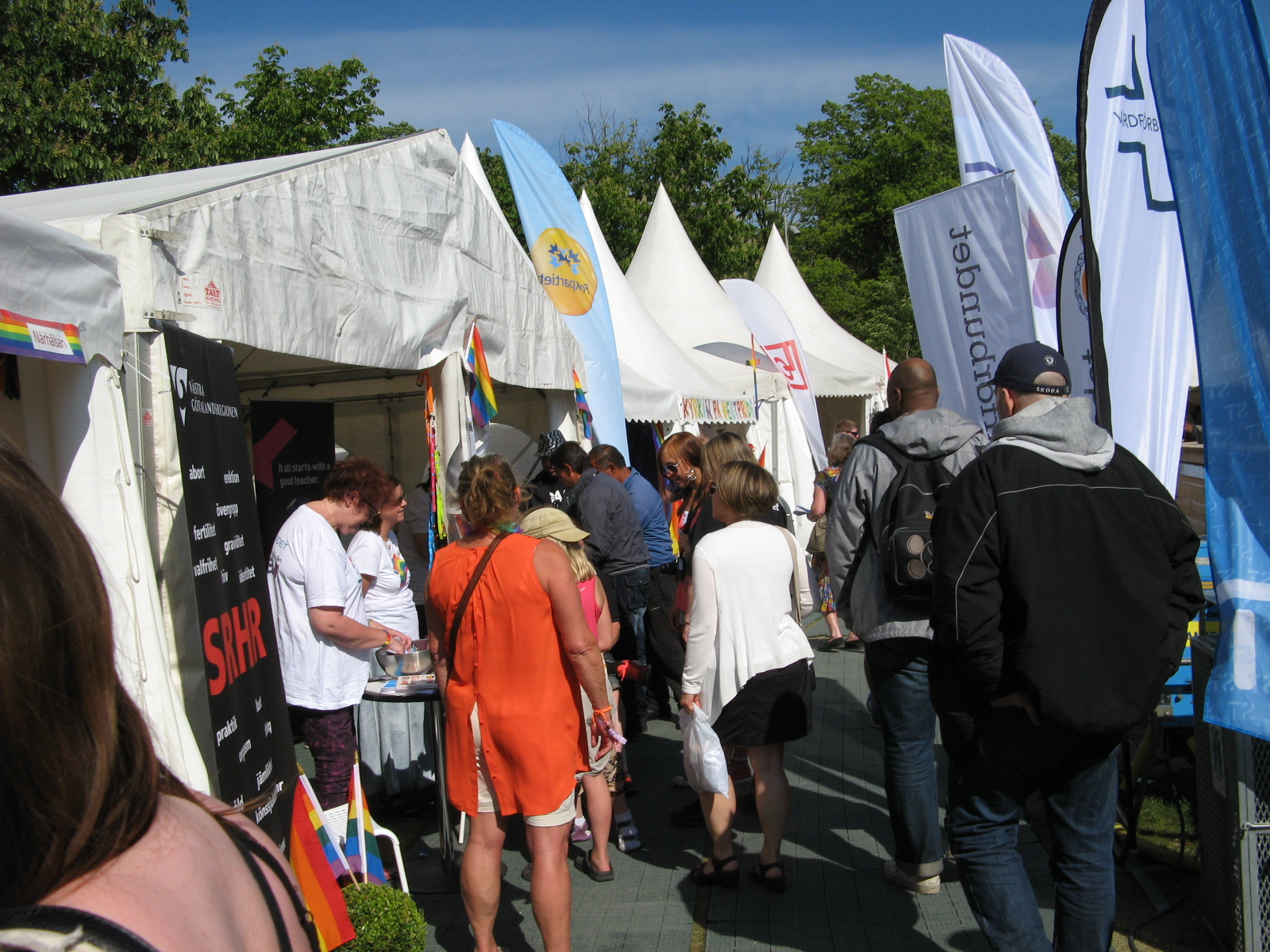
Regnbågsparken

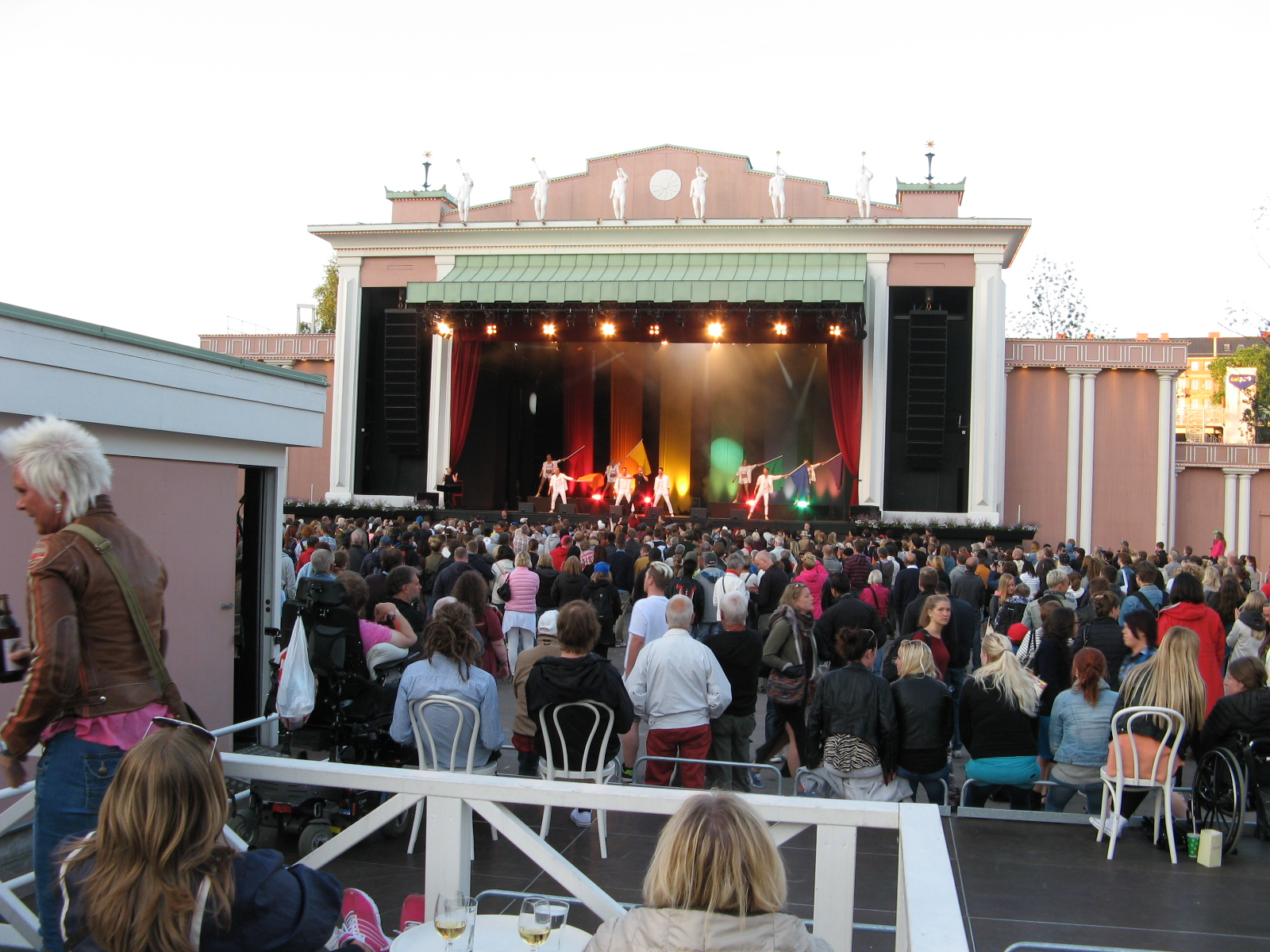
West Prides Regnbågsgala på Liseberg

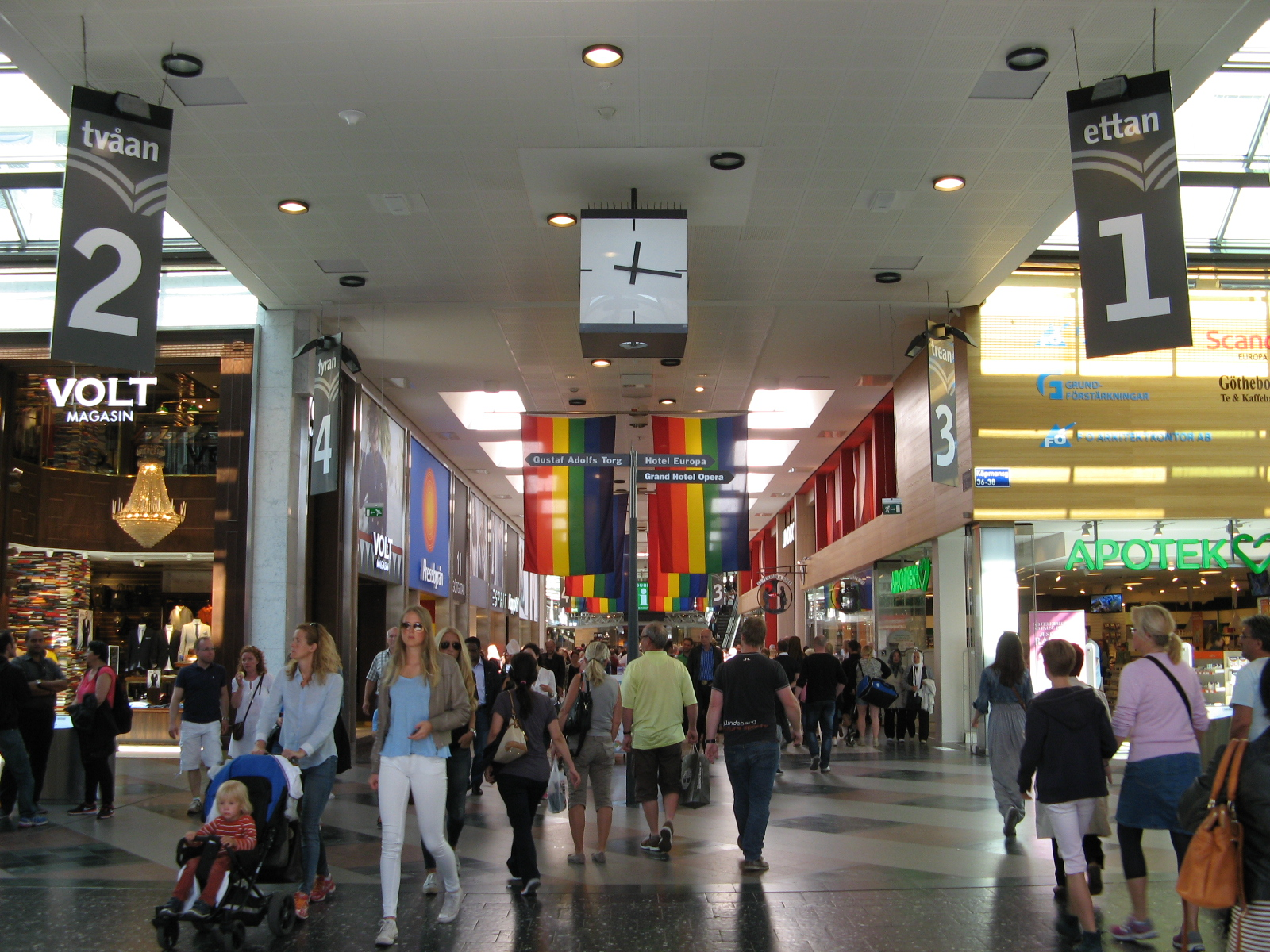
West Pride infocenter finns bl.a. i Nordstan

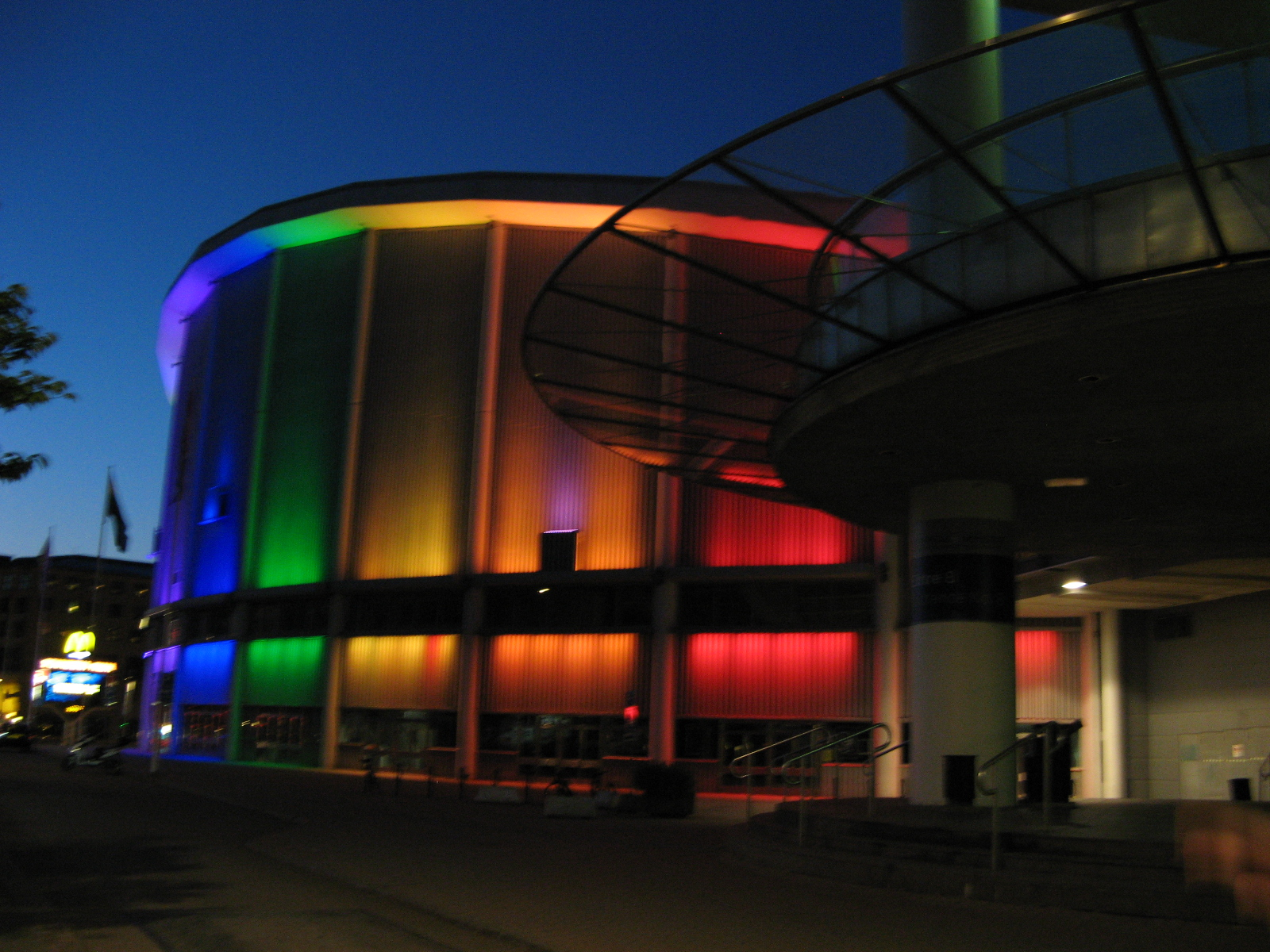
Scandinavium i Prideflaggans färger under West Pride

West Pride är en konst- och kulturfestival i Göteborg skapad av och för homosexuella, bisexuella, transpersoner, queer-personer med flera. Festivalen är tänkt som en årligen återkommande festival. Den hette från början HBT-festivalen, men bytte namn till HBTQ för att bli mer inkluderande. "Queer" utgör inte någon specifik minoritetsgrupp, utan är ett perspektiv på utanförskap och normkritik. Från 2013 heter festivalen West Pride och är Sveriges näst största pridefestival.
Festivalen består av Regnbågsparken som ligger i Bältespännarparken samt Regnbågskvarteret som är området kring Götaplatsen. I dessa kvarter hålls de flesta av programpunkterna under West Pride. Infocentrum finns både i Nordstan samt på Göteborgs stadsbibliotek. Regnbågsgalan hålls på Liseberg. Regnbågsparaden går varje år längs Avenyn. Det är gratis att vara i Regnbågsparken och med Pridearmbandet, som också är gratis att hämta ut, får man olika rabatter, bland annat till klubbar.

## Historia

### 2007
2007 arrangerades festivalen för första gången i Göteborg. Initiativtagarna var Göteborgs Stadsteater, Pustervik, Världskulturmuseet, Röhsska museet, Blå Stället i Angered. Olika organisationer, politiska partier, föreningar och fackförbund deltog.
I programmet märktes bland annat pjäsen Stjärna över Lappland på Stadsteatern, fotoutställningen Gender Blender på Världskulturmuseet, Min bästa bög på Röhsska museet, Queerlitteraturdagen på Pustervik, lesbisk tango på Blå stället och en minifilmfestival med queertema arrangerad av Göteborgs filmfestival. Projektledare var Jan Schmidt.

### 2008
2008 utökades arenorna från fem till 15 st. De nya arenorna var Backa Teater, Brew House, FolkTeatern, Frölunda Kulturhus, Kvinnofolkhögskolan, Göteborgs Konstmuseum, Göteborgsoperan, Göteborgs Stadsmuseum, Restaurang Respekt och Göteborgs Filmfestival hade maraton på Bio Capitol. Projektledare var Chatarina Jätmark.
Bland aktiviteterna detta år märktes ”invigningsfesten” av GS2H på Världskulturmuseet, ”Flatlobbyn” på Pustervik, ”Kvinnor, män och alla vi andra” på Blå Stället, Röhsskas årliga ”HBT-brunch” och ett ”HBT-torg” på Stadsbiblioteket.

### 2009
2009 deltog 30-talet olika arenor och över 130 programpunkter fanns med, innehållandes musik, dans, teater, samtal, debatter, film, utställningar, fester mm. Projektledare var Chatarina Jätmark. Invigningstalet hölls av Anneli Hulthén.
Bland aktiviteterna märktes dansföreställningen ”Rosa Löften”, musikalnumret ”Musical Goes Gay” med artister från Mary Poppins, utställningarna ”Transfashion – en avslöjande färd genom design och HBT-världen”, ”Frizon” - om homolivet till sjöss och mycket mycket mer. 
Olika samtal och diskussioner om ”Hur betraktas homosexualitet inom hederskulturen?”, ”EU-debatt med HBT-politiker”, ”Lagom lika, lagom olika” kunde festivalbesökarna lyssna till. Festivalen erbjöd också på ett internationellt block med filmvisningar och paneldiskussioner. På kvällarna kunde du festa hela natten med schlager och dragshows.  

### 2010
2010 anordnades Regnbågspromenaden för första gången, en parad där flera tusen människor gick från Göteborgsoperan till Götaplatsen.

### 2011
HBTQ-festivalen växte explosionsartat och drabbades av växtvärk. Regnbågsparken, motsvarande "Pride Park", hölls i Bältesspännarparken, där den inte fick plats.

### 2012
Regnbågsparken flyttade mestadels in i Trädgårdsföreningen, men behöll även Bältesspännarparken. Därmed finns det gott om expansionsutrymme för kommande år.

### 2013
Festivalen bytte namn till West Pride.

### 2014
Regnsbågsparken var som vanligt i Bältesspännarparken. Invigningen var först i Pride Park och senare på kvällen hölls en invigningsgala på Liseberg. Regnbågsparaden var på söndagen, festivalens sista dag. 2014 var ett rekord år både bland besökare men även antalet flaggor som vajade i regionen övergick 1000-talet.  

### 2015
Festivalen ägde rum mellan den 10 och 14 juni och årets tema var Push for Pride. Med ett knapptryck på en maskin i Nordstan kunde passerande visa sitt stöd för mänskliga rättigheter. De mer än 10 000 tryckningarna blev till en namnlista som skickades till regering och riksdagspolitiker.

### 2017
Festivalen ägde rum mellan den 7 och 11 juni och Kaj Heino-priset delades ut för första gången. Priset ges till personer eller organisationer som verkar i aktivisten Kaj Heinos anda mot diskriminering och inom flyktingfrågor och mänskliga rättigheter.

### 2018
Festivalen ägde rum mellan den 14 och 19 augusti under namnet Europride och samkördes då med Kulturkalaset. Regnbågsparken låg då istället på Kungstorget eftersom Bältesspännarparken var för liten för det extra stora antalet utställare.

### 2020
Festivalen blev inställd på grund av Coronavirusutbrottet 2019–2021.

### 2021
Festivalen ägde rum mellan den 27 september och den 3 oktober. Regnbågsparken var då belägen inomhus i Eriksbergshallen. Scenprogrammet streamades till en digital publik.

### 2022
Festivalen ägde rum mellan den 13 och 19 juni. Regnbågsparken var även denna gång belägen i och kring Eriksbergshallen.

### 2023
Festivalen ägde rum mellan den 5 och 11 juni och Regnbågsparken kom nu återigen att vara belägen i och kring Bältesspännarparken.

### 2024
Festivalen ägde rum mellan den 10 och 16 juni. Regnbågsparken kom dock inte att ligga i Bältesspännarparken som förra året, utan på Kungstorget, precis som den gjorde 2018. Detta på grund av säkerhets- och kostnadsskäl.

### 2025
Festivalen ägde rum mellan den 9 och 15 juni. Regnbågsparken flyttades nu till en helt ny plats som blev Bananpiren i Frihamnen.